# Battaglia di Arbuzovka
La battaglia di Arbuzovka (o Arbusovo, nei pressi di Malaja Lozovka) ebbe luogo il 21-25 dicembre 1942 durante la Seconda guerra mondiale sul fronte orientale, nella conca di Arbuzovka. Fu una delle fasi più drammatiche e sanguinose della seconda battaglia difensiva del Don.
Una parte dell'ARMIR italiano, costretto ad una disastrosa ritirata dopo il crollo del fronte sul Don a seguito della potente offensiva dell'Armata Rossa iniziata il 16 dicembre 1942, venne accerchiato ad Arbuzovka dalle truppe sovietiche; tre divisioni italiane e alcuni reparti tedeschi vennero distrutti mentre solo pochi resti riuscirono a sfuggire dalla trappola. 
Per le perdite e la drammaticità degli scontri, la conca di Arbuzovka divenne nel ricordo dei superstiti italiani la "valle della morte".

## Storia

### Operazione Piccolo Saturno
Il 16 dicembre 1942 l'Armata Rossa aveva dato inizio all'operazione Piccolo Saturno, la seconda grande offensiva invernale sul fronte del Don; dopo lo straordinario successo dell'operazione Urano che aveva provocato il crollo delle truppe rumene e l'accerchiamento dell'intera 6. Armee tedesca che era in combattimento da mesi nel settore di Stalingrado, l'alto comando sovietico aveva deciso di attaccare l'8ª Armata italiana schierata sul medio corso del Don. Dopo alcuni attacchi preliminari, l'offensiva del "Fronte Sud-occidentale" del generale Nikolaj Vatutin e del "Fronte di Voronež" del generale Filipp Golikov aveva completamente sfondato il fronte del II Corpo d'armata italiano: il 19 dicembre 1942 le unità corazzate sovietiche del 17º Corpo carri raggiunsero il nodo di comunicazioni di Kantemirovka provocando il panico nelle retrovie dell'Asse, mentre altri due reparti meccanizzati, il 24º Corpo carri e il 25º Corpo carri, si lanciarono verso sud attraverso i reparti italiani in disgregazione, in direzione dei campi di aviazione della Luftwaffe di Tacinskaja e Morozovskaja.

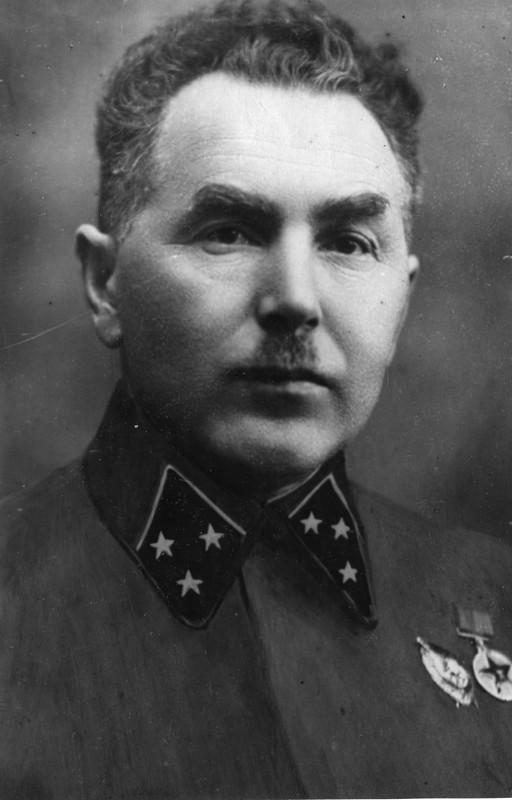
Il generale Vasilij Ivanovič Kuznecov, comandante della 1ª Armata della Guardia.

L'alto comando dell'Asse aveva subito perso il controllo della situazione; solo il 19 dicembre venne dato l'ordine alla divisione "Ravenna", superstite del II Corpo, e al XXXV Corpo d'armata, schierato a sud-est dello sfondamento, di abbandonare le posizioni sul Don e ripiegare verso sud-ovest per evitare l'accerchiamento. Contemporaneamente anche il XXIX Corpo d'armata tedesco, che faceva parte dell'armata italiana e schierava le divisioni 3ª Celere, "Sforzesca" e "Torino", era in ritirata a seguito di molti ordini contraddittori che avrebbero causato nei giorni seguenti la distruzione della divisione "Sforzesca". I resti della "Ravenna", le divisioni del XXXV Corpo, divisione "Pasubio" e 298. infanterie-Division tedesca, e alcuni reparti della divisione "Torino", vennero quindi raggruppati nella confusione e in un'atmosfera di disfatta. I movimenti di ritirata in inverno si svolsero nel disordine, senza rifornimenti, senza mezzi motorizzati e dopo aver abbandonato gli armamenti pesanti. Il generale Roberto Lerici e il generale Cesare Rossi, della divisione "Torino", e il generale Manlio Capizzi della divisione "Ravenna", presero il comando diretto delle truppe italo-tedesche.
Gli ordini iniziali del Gruppo d'armate B per le forze italiane in ritirata erano totalmente irrealistici; essi prevedevano che i reparti del XXXV Corpo d'armata del generale Francesco Zingales ripiegassero sul fiume Tikhaja e organizzassero un nuovo fronte difensivo verso nord sulla linea Nazarovskij-Verkhenjakovskij. Le colonne corazzate sovietiche avevano già superato queste posizioni e, proseguendo l'avanzata verso sud-ovest, mettevano in pericolo tutte le linee di comunicazione italiane; la sera stessa del 19 dicembre 1942 il comando di gruppo d'armate tedesco annullò quindi la prima disposizione e ordinò al XXXV Corpo d'armata di deviare verso la zona Arbuzovka-Alekseevo Lozovskoe dove avrebbe dovuto costituire una posizione di resistenza. Nella serata del 19 dicembre nel villaggio di Popovka iniziò l'afflusso delle diverse colonne italiane in ritirata; la divisione "Torino" entrò in contatto con i reparti tedeschi della 298. Infanterie-Division e del "gruppo corazzato Hoffmann" che ripiegavano da nord-ovest e si verificarono i primi accesi contrasti tra gli alleati sui diritti e le precedenze di transito nelle precarie piste nella steppa. Alla fine la colonna italo-tedesca si raggruppò e dopo vivaci colloqui tra il generale Lerici, il maggiore Hoffmann e il colonnello Herbert Michaelis, il comandante della 298. divisione, venne deciso di riprendere la marcia che sarebbe stata guidata dai mezzi corazzati del maggiore Hoffmann, mentre la "Torino" avrebbe marciato in retroguardia per coprire le spalle. La notte e il mattino del 20 dicembre a Popovka continuarono ad arrivare altre truppe italiane appartenenti alla divisione "Pasubio", alla divisione "Ravenna" e ai comandi del II e del XXXV Corpo d'armata; i reparti ancora efficienti erano intralciati dai primi gruppi di sbandati e dalle confuse colonne del carreggio.
Alle ore 11.00 del 20 dicembre Popovka venne attaccata dalle avanguardie sovietiche che furono respinte con difficoltà dai mezzi del "gruppo Hoffmann"; la situazione nella cittadina divenne sempre più confusa e difficile, ma solo alle ore 22.30 i reparti italiani sommariamente rioganizzati, si misero in movimento, preceduti dalle formazioni tedesche che erano già in combattimento sulle alture del fiume Tikhaja. La lunga colonna marciò inizialmente in direzione di Posnjakov; fu subito impossibile mantenere il controllo dei reparti, soprattutto a causa del continuo afflusso di altri gruppi di sbandati con automezzi e carri privi di qualsiasi organizzazione.

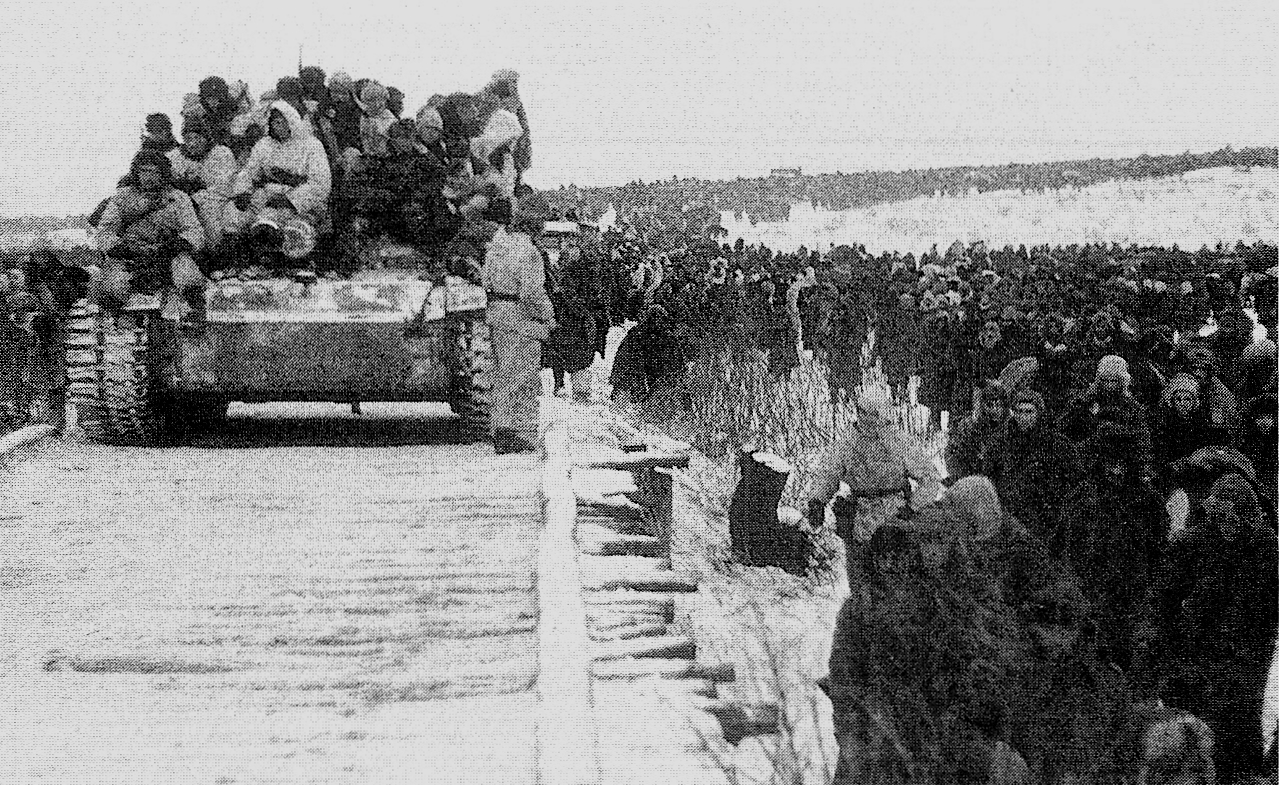
Un cannone d'assalto tedesco Stug III con a bordo soldati principalmente tedeschi, passa accanto alle disordinate colonne delle fanterie appiedate dell'Asse in ritirata.

Mentre le truppe dell'Asse davano inizio alla loro drammatica ritirata, le unità corazzate dell'Armata Rossa avevano proseguito con la massima energia l'avanzata verso sud e sud-est, molto in profondità nelle retrovie nemiche; dietro le formazioni corazzate il comando della 1ª Armata della Guardia del generale Vasilij Ivanovič Kuznecov aveva messo in movimento le unità di fucilieri del 4º Corpo d'armata della Guardia che avevano il compito di rastrellare il terreno e occupare Millerovo e Čertkovo. Una delle formazioni del 4º Corpo, la 195ª Divisione di fucilieri avanzò il 19 dicembre oltre il fiume Bogučar e, ritardata soprattutto dalle disordinate colonne di sbandati italiani e dalla necessità di radunare e controllare i prigionieri, si avvicinò la sera dello stesso giorno a Titarevka e Popovka.
Il giorno seguente la 195ª Divisione fucilieri continuò ad avanzare verso sud, mentre la 41ª Divisione fucilieri della Guardia copriva il suo fianco sinistro; i soldati sovietici intercettarono la linea ferroviaria Kantemirovka-Millerovo, quindi aggirarono il villaggio di Gartmaševka, aspramente difeso da truppe nemiche, e proseguirono fino a tagliare il 22 dicembre le comunicazioni verso ovest di Čertkovo. Contemporaneamente anche la 41ª Divisione fucilieri arrivò sul posto e accerchiò la guarnigione di Čertkovo, mentre altri reparti si schierarono lungo le posizioni sul fiume Derkul.
Mentre la 195ª divisione e la 41ª della Guardia avanzavano in profondità e accerchiavano Čertkovo, la 35ª Divisione fucilieri della Guardia era avanzata in secondo scaglione del 4º Corpo d'armata della Guardia con la missione di rastrellare la steppa, bloccare e annientare tutti i gruppi di forze nemiche che vagavano sul terreno, proteggendo in questo modo anche le spalle delle altre divisioni da possibili attacchi di colonne italo-tedesche in ritirata verso ovest. La 35ª Divisione fucilieri della Guardia era una formazione veterana che aveva preso parte alle fasi iniziali della battaglia di Stalingrado; dopo aver contrastato l'avanzata tedesca verso il Volga, si era battuta strenuamente nel settore meridionale della città, difendendo il famoso edificio del silo del grano. Tra i suoi soldati aveva militato ed era caduto mortalmente ferito anche il tenente Rubén Ruiz Ibárruri, il figlio della rivoluzionaria spagnola Dolores Ibárruri. Decimata nei micidiali combattimenti a Stalingrado, era stata ritirata il 28 settembre per essere ricostituita e il 18 ottobre 1942 era stata assegnata alla 1ª Armata della Guardia per prendere parte all'offensiva sul medio Don. I soldati della 35ª Divisione della Guardia, guidati dal nuovo comandante, colonnello Ivan Kalugin, marciavano in direzione della linea Malaja Lozovka-Alekseevo Lozovskoe-Kutenjkovo dove avevano ricevuto l'ordine di costituire una linea di sbarramento; la mattina del 21 dicembre i reparti della divisione entrarono per la prima volta in contatto con le formazioni italo-tedesche che ripiegavano verso sud-ovest.

### Nella "valle della morte"
La ritirata delle truppe dell'Asse era continuata anche nella notte del 21 dicembre in direzione di Posnjakov ma la situazione dei reparti italiani diveniva sempre più difficile; nell'oscurità fu quasi impossibile seguire la pista percorsa dalle truppe tedesche della 298. Infanterie-Division. Gran parte degli automezzi e delle batterie d'artiglieria vennero abbandonati a causa della neve alta e dell'esaurimento del carburante; in questa fase, in previsione di una disfatta, si decise anche di abbandonare i mezzi e le attrezzature del quartier generale della divisione "Torino"; furono distrutti tutti i documenti e i cifrari segreti.

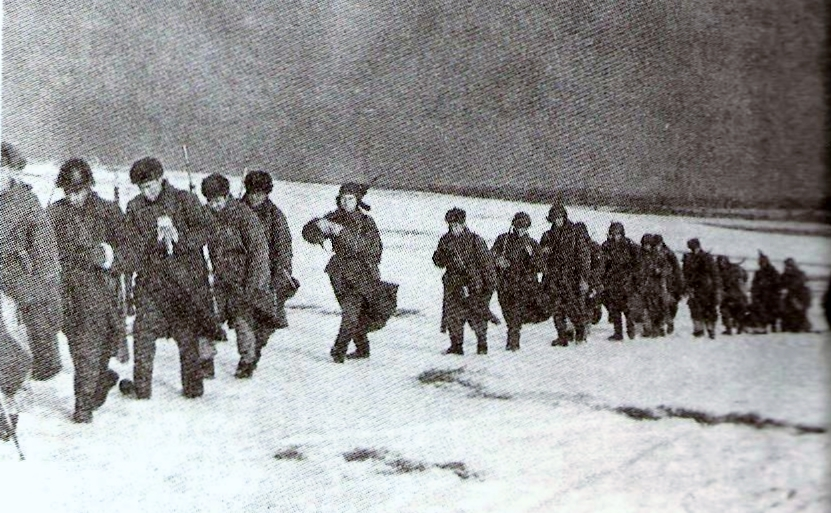
Un reparto di fucilieri sovietici in avanzata durante l'operazione Piccolo Saturno

La battaglia nella conca di Arbuzovka ebbe inizio in modo confuso al mattino del 21 dicembre, all'entrata nel villaggio di Malaja Lozovka, tra le avanguardie del 100º reggimento della 35ª Divisione della Guardia che erano ancora in movimento per organizzare una solida linea di sbarramento e le prime colonne di truppe italiane in marcia che cercavano di proseguire la ritirata. Dopo alcune ore di scontri, gli italiani subirono molte perdite, ma riuscirono a continuare verso sud-ovest. Contemporaneamente anche altri reparti sovietici della 35ª Divisione dovettero entrare in combattimento direttamente contro gruppi di soldati nemici in arrivo; il 101º reggimento attaccò e riuscì ad occupare, dopo aspri combattimenti ravvicinati, il villaggio di Alekseevo-Lozovskoe. Dopo questi primi scontri, il colonnello Kalugin cercò di costituire una solida posizione di sbarramento per affrontare e distruggere le numerose e confuse colonne italo-tedesche che stavano affluendo; egli schierò il 102º e il 101º reggimento fronte ad est, a nord di Alekseevo-Lozovskoe, mentre il 100º reggimento prese posizione a sud del villaggio. La missione della 35ª Divisione della Guardia non era facile; i soldati sovietici avrebbero dovuto affrontare truppe disperate che cercavano in ogni modo di aprirsi un varco verso la salvezza; inoltre la divisione della Guardia era costituita da circa 15 000 soldati mentre le masse italo-tedesche in marcia verso sud-ovest, pur in parte disorganizzate, erano molto più numerose; circa 25 000 soldati dell'Asse, compresi gruppi di rumeni, erano in arrivo anche se non coordinati tra loro.
Il colonnello Kalugin era consapevole del pericolo costituito per i reparti della sua divisione dalle colonne in ritirata, disorganizzate ma determinate ad aprirsi la strada verso la salvezza; egli quindi organizzò un efficace sistema di ricognizione per individuare in tempo e localizzare con precisione i movimenti e la forza dei vari gruppi nemici in marcia verso sud-ovest. I reparti da ricognizione della 35ª Divisione della Guardia, guidati dal tenente Lebedev, riuscirono a intercettare i gruppi nemici ed effettuarono una serie di incursioni che inflissero le prime perdite agli italo-tedeschi e permisero di catturare numerosi prigionieri. Il colonnello Kalugin fu quindi in grado di schierare accuratamente i suoi soldati e soprattutto di organizzare un sistema di fuoco d'artiglieria per colpire sistematicamente e con precisione le colonne in arrivo; in questo modo i sovietici poterono respingere e decimare le confuse ondate delle truppe dell'Asse che si avvicendarono contro le posizioni dei reparti dell'Armata Rossa.

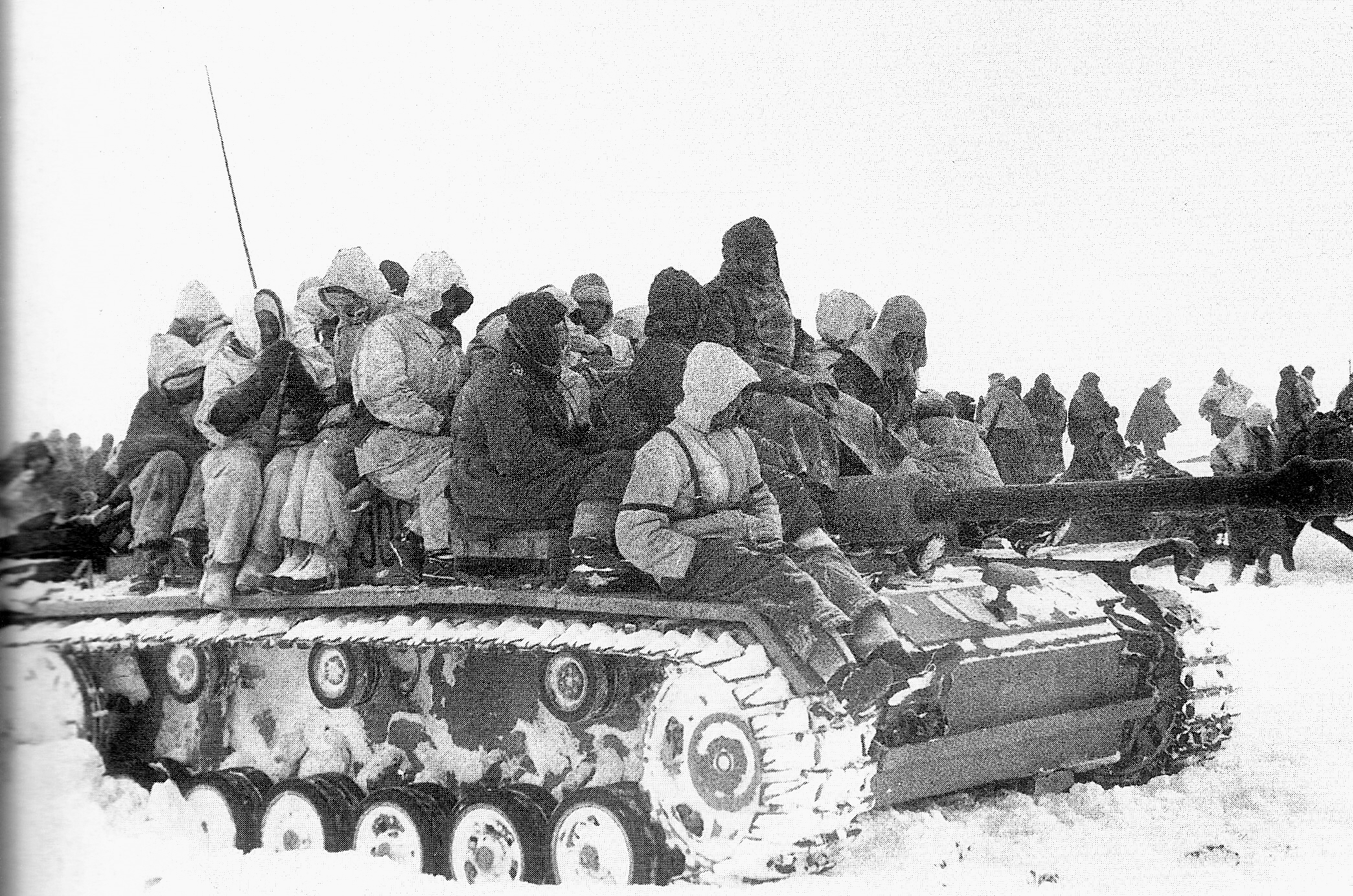
Soldati tedeschi a bordo di un cannone d'assalto StuG III durante la ritirata.

I combattimenti tra le colonne in movimento italo-tedesche e gli sbarramenti della 35ª Divisione della Guardia si susseguirono continuamente nella giornata del 21 dicembre; ammassati in uno spazio ristretto, i soldati dell'Asse subirono il fuoco dell'artiglieria sovietica che inflisse pesanti perdite. Il 101º e 102º reggimento del colonnello Kalugin riuscirono a contenere i reparti italiani di testa e il primo giorno della battaglia catturarono circa 4500 soldati nemici; venne anche distrutto un gruppo di rumeni del 37º reggimento che nella confusione della disfatta si era unito al blocco dell'Asse; 720 uomini furono fatti prigionieri. Nei sobborghi settentrionali di Malaja Lozovka dovette combattere duramente il 100º reggimento per respingere un tentativo di sfondamento; un contrattacco del II battaglione guidato dal capitano Kurbatov permise di respingere una numerosa colonna nemica. Alla periferia di Malaja Lozovka, tra gli altri, entrò in azione con successo anche il plotone di fucilieri del sottotenente Bykov che in un primo tempo respinse gli italiani che cercavano di passare e quindi contrattaccò catturando circa 60 soldati nemici.
Aldo Valori nella sua opera storica dedicata alla campagna italiana di Russia narra, sulla base di testimonianze dirette concordanti tranne per alcuni particolari, che alla ore 07.00 del 22 dicembre si sarebbe svolto l'episodio di valore del soldato italiano a cavallo che sventolando una bandiera si sarebbe lanciato da solo contro le linee sovietiche galvanizzando alcuni gruppi di combattenti che avrebbero sferrato un improvviso attacco respingendo alcuni reparti nemici e guadagnando terreno. Il coraggioso cavaliere - che dopo cinque cariche fu poi catturato ma sopravvisse alla prigionia rientrando in Italia nell'autunno del 1945 - è stato in seguito identificato nel flammiere Mario Iacovitti del 1º btg. chimico d'armata, cui fu conferita la Medaglia d'Oro al Valor Militare. Il primo a seguire Iacovitti nella carica fu il carabiniere Giuseppe Plado Mosca, appartenente al quartier generale della divisione "Torino", il quale rimase ucciso dal fuoco russo e alla cui memoria fu pure concessa la Medaglia d'Oro al Valor Militare. Questo episodio di valore stranamente non trova riscontro nelle fonti russe e tedesche.
Nonostante il coraggio dimostrato da molti gruppi di combattenti italiani e tedeschi, la situazione nella conca di Arbuzovka con il passare delle ore del 22 dicembre 1942 divenne sempre più tragica; alle ore 12.00 l'artiglieria sovietica intensificò ancora il fuoco contro le masse accerchiate causando crescenti perdite; divenne quasi impossibile, per mancanza di medicinali e materiali da medicazione, curare i numerosi feriti. Una granata colpì in pieno il posto di comando della divisione "Torino", ferendo gravemente i tre comandanti dei reggimenti: il colonnello Di Gennaro morì subito, il colonnello Rosati venne mortalmente ferito alle gambe, il colonnello Santini fu l'unico sopravvissuto nonostante serie ferite alla testa.

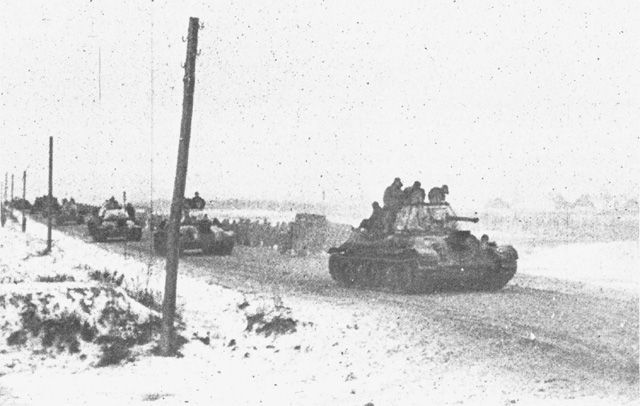
Colonna corazzata sovietica durante l'operazione Piccolo Saturno

Tra le truppe accerchiate si manifestarono i primi segni di collasso; un distaccamento di circa 500 soldati italiani cessò la resistenza e fu catturato nella zona del villaggio di Arbuzovka dai reparti sovietici del 100º reggimento della 35ª Divisione fucilieri della Guardia; altri reparti tuttavia continuavano a resistere. Il commissario politico sovietico Emjlian Lisichkin che aveva cercato di intavolare trattative di resa con un altro reparto di italiani, venne catturato e ucciso; dopo due assalti falliti, l'attacco del reparto d'assalto del capitano Lizityn permise infine di recuperare il corpo del commissario e al mattino del 23 dicembre la fanteria italiana fu costretta a retrocedere dalle sue posizioni. Nella giornata del 23 dicembre 1942 il fuoco dell'artiglieria e delle katjuša sovietiche riprese con effetti micidiali; la conca di Arbuzovka divenne "una bolgia di scoppi..."; il generale Lerici decise di far bruciare le bandiere dei reggimenti. Il vice-comandante dei servizi di retrovia della 35ª Divisione della Guardia sovietica, maggiore Ermeev, era riuscito ad organizzare il rifornimento di munizioni dei reparti e dell'artiglieria che quindi ebbero sempre a disposizione adeguati rifornimenti e poterono bersagliare costantemente le colonne italo-tedesche ammassate nella conca di Arbuzovka.
Alcuni reparti italo-tedeschi continuarono a resistere strenuamente anche il 23 dicembre; a nord di Alekseevo-Lozovskoe un reparto di circa 6000 soldati, tra i quali tedeschi e militi del legione Camicie Nere "3 gennaio", organizzarono una posizione difensiva circolare e si batterono coraggiosamente respingendo gli attacchi sovietici e tentando ripetutamente di sfondare le linee d'accerchiamento nemiche.
Al mattino del 24 dicembre 1942 le truppe dell'Armata Rossa sferrarono l'attacco finale contro i soldati italo-tedeschi rimasti nella conca di Arbuzovka; nel frattempo la 44ª Divisione di fucilieri della Guardia del 6º Corpo d'armata era giunta sul campo di battaglia in rinforzo alla 35ª Divisione della Guardia che da tre giorni era duramente impegnata contro le truppe nemiche accerchiate. Il vice comandante della 1ª Armata della Guardia, generale Kolchigin, prese personalmente il comando dei reparti della 35ª Divisione fucilieri della Guardia e della 44ª Divisione fucilieri della Guardia e ordinò di distruggere gli ultimi gruppi di forze nemiche. Le due divisioni sovietiche, supportato dal fuoco dei cannoni e dei lanciarazzi e dal tiro preciso dei mortai, passarono all'attacco dopo uno sbarramento d'artiglieria di circa trenta minuti ma dovettero impegnarsi in aspri scontri ravvicinati per superare la disperata resistenza delle truppe italo-tedesche. La battaglia finale si frantumò in una serie di violenti e confusi combattimenti separati; alcune formazioni italo-tedesche riuscirono in un primo momento a superare le linee sovietiche ma vennero respinte dall'intervento delle riserve del 101º reggimento. Finalmente alle ore 07.00 del 25 dicembre la 35ª Divisione di fucilieri fece irruzione dentro il villaggio di Arbuzovka; dopo un ultimo, sanguinoso combattimento, il villaggio venne completamente liberato; secondo i dati propagandistici sovietici la divisione uccise nell'ultima giornata di battaglia 2 000 soldati italo-tedeschi, mentre altri 2 773 nemici furono catturati.

### Assedio di Čertkovo

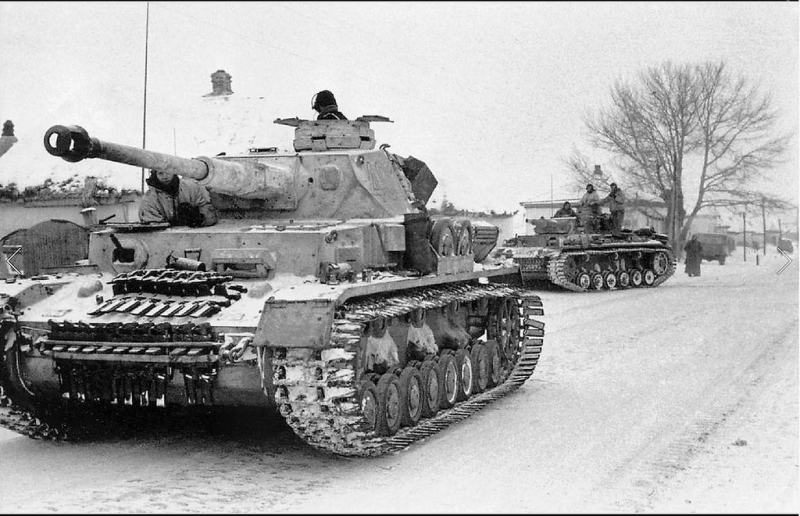
Carri Panzer IV della 19. Panzer-Division in movimento nell'inverno 1942-43.

La notte del 24 dicembre, le truppe superstiti italo-tedesche avevano tentato una disperata sortita dalla conca di Arbuzovka; lo sfondamento ebbe successo e i soldati italo-tedeschi iniziarono, in condizioni climatiche estreme, con neve spessa e temperature molto rigide, la nuova ritirata, sotto gli attacchi delle unità sovietiche e anche di reparti partigiani. La marcia continuò sempre più sfibrante il 25 dicembre e alle ore 22 i soldati arrivarono a Čertkovo dove si trovava la guarnigione italo-tedesca del colonnello Goller, costituita da reparti di retrovia tedeschi e italiani, il quartier generale della divisione "Celere" e piccoli gruppi delle legioni camicie nere "Tagliamento" e "Montebello". Dentro Čertkovo erano praticamente accerchiati circa 6 000 italiani, principalmente delle divisioni "Torino" e "Pasubio", e altrettanti tedeschi, della 298. Infanterie-Division e del "Gruppo Hoffmann", con due carri armati e due cannoni d'assalto. Fin dal 26 dicembre la guarnigione richiese l'invio per via aerea di rifornimenti, e soccorso dall'esterno per rompere l'assedio da parte di una "divisione corazzata tedesca" presente nell'area, di cui si era avuto notizia da parte dei tedeschi del presidio.
In realtà nei giorni seguenti la situazione della guarnigione italo-tedesca divenne sempre più difficile; secondo le relazioni tedesche, buona parte dei soldati italiani erano arrivati nella cittadina privi di armi e completamente esauriti: il 2 gennaio 1943 i sovietici completarono l'accerchiamento del caposaldo e quattro divisioni della 1ª Armata della Guardia, 35ª Divisione fucilieri della Guardia, 57ª Divisione fucilieri della Guardia, 41ª Divisione fucilieri della Guardia e 38ª Divisione fucilieri della Guardia, circondarono da tutti i lati Čertkovo I bombardamenti di artiglieria divennero più intensi anche se gli attacchi sovietici furono tutti respinti, e la resistenza continuò. Fin dal 27 dicembre il generale Gariboldi aveva confermato gli ordini di resistere e attendere il soccorso dall'esterno. 
La "divisione corazzata tedesca" era la debole 19. Panzer-Division, equipaggiata con circa 30 carri armati e pochi cannoni d'assalto, che il 26 gennaio attaccò la 41ª Divisione fucilieri della Guardia e riuscì inizialmente ad avanzare verso est, ma i sovietici rinforzarono lo sbarramento con il 17º Corpo corazzato e fermarono l'avanzata. La 19. Panzer-Division non riuscì a sfondare l'anello d'accerchiamento sovietico e fu fermata lungo la strada di Bilovods'k, di fronte a Velivosk, a 14 chilometri dalla cittadina; il 4 gennaio fallì anche un attacco della 298. Infanterie-Division tedesca per cercare di raggiungere Velivosk ed effettuare il ricongiungimento.
Il 7 e il 9 gennaio i sovietici sferrarono un grande attacco per cercare di schiacciare la guarnigione italo-tedesca; i combattimenti furono molto violenti e ci furono anche irruzioni di mezzi corazzati, le truppe dell'Asse persero alcune posizioni e la situazione divenne molto precaria; nel complesso però anche questi attacchi furono respinti. Si ritenne a questo punto che non fosse più possibile continuare la resistenza sul posto e, dopo notizie contraddittorie sull'effettivo arrivo della 19. Panzer-Division, fu deciso di tentare lo sfondamento autonomo in direzione della strada di Bilovods'k. La sortita finale dei circa 10 000 soldati superstiti venne effettuata il 15 gennaio 1943 e dopo altre drammatiche vicende e nuove perdite, si concluse la sera del 16 gennaio 1943 quando la testa della colonna arrivò in salvo a Bilovods'k. Čertkovo venne conquistata dai sovietici il 17 gennaio 1943.
Le truppe italo-tedesche scampate erano completamente esauste e non più in grado di combattere; nei giorni seguenti furono evacuate nelle retrovie nella regione di Char'kov.

## Bilancio e conclusione

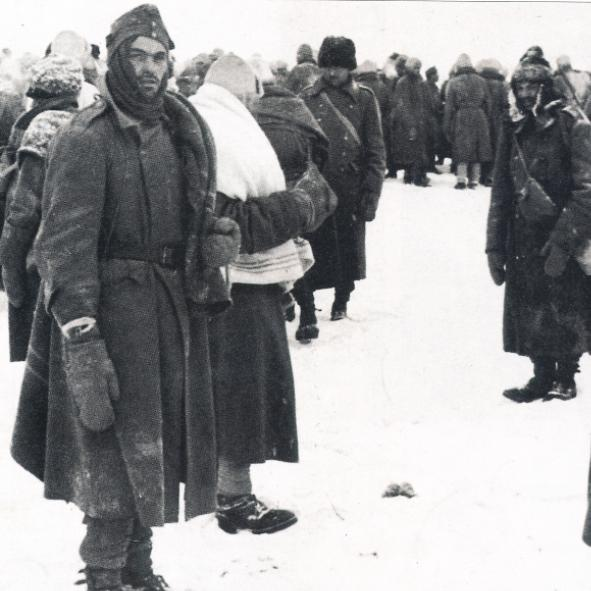
Soldati dell'Asse durante la ritirata di Russia

I quattro giorni della drammatica battaglia di Arbuzovka si conclusero quindi con la schiacciante vittoria delle divisioni dell'Armata Rossa; la 35ª Divisione fucilieri della Guardia ebbe un ruolo decisivo nei combattimenti; complessivamente le unità della divisione uccisero oltre 6900 soldati e ufficiali italo-tedeschi, e catturarono 10443 militari nemici. I tre reggimenti della 35ª Divisione della Guardia furono duramente impegnati per trattenere e distruggere le colonne italo-tedesche; il 100º reggimento rivendicò di aver eliminato 2 665 soldati, catturato 1 473 prigionieri, distrutto due mezzi corazzati e catturato 1 000 fucili, 30 mitragliatrici e 55 automezzi. Il 102º reggimento uccise 2790 soldati e catturò 4 100 prigionieri, 1 200 fucili e 234 automezzi; infine il 101° reggimenti rivendicò di aver ucciso 1 937 soldati nemici, catturato 4 307 prigionieri, 8 cannoni, 2 000 fucili, e distrutto 3 mezzi corazzati e 30 automezzi. La vittoria di Arbuzovka venne enfatizzata dalla propaganda sovietica che esaltò il successo dell'Armata Rossa ed evidenziò la debolezza degli eserciti "satelliti" dei tedeschi; dopo l'accerchiamento e distruzione dei rumeni nella sacca di Rapopinskaja alla fine di novembre 1942, la battaglia nella conca di Arbuzovka fu la seconda, pesante sconfitta campale delle truppe dell'Asse nella prima fase dell'offensiva invernale sovietica del 1942-43.
Durante le tragiche giornate di Arbuzovka si manifestarono fenomeni di scarso cameratismo tra tedeschi e italiani; le relazioni ufficiali italiane evidenziarono il comportamento violento e brutale delle truppe tedesche della 298. Infanterie-Division; i soldati della Wehrmacht attribuivano la disfatta alla scarsa combattività degli italiani e recriminavano sulla inutilità degli alleati; il generale Szelinski dimostrò poca collaborazione e ci furono violenti conflitti tra reparti per l'occupazione delle isbe e per l'utilizzo dei mezzi di trasporto ancora disponibili. I soldati tedeschi, generalmente meglio riforniti e dotati di slitte o automezzi, in numerose occasioni non concessero aiuti di vettovagliamento e respinsero brutalmente le richieste di aiuto e di soccorso dei soldati italiani a piedi. La 298. Infanterie-Division, secondo le fonti italiane, sarebbe stata considerata già in precedenza particolarmente dura e violenta e i suoi soldati, definiti erroneamente nei documenti italiani, "sassoni" (mentre erano in realtà provenienti dalla Slesia) sarebbero stati noti, anche tra gli stessi tedeschi, per la loro rudezza. Nella realtà i soldati tedeschi ebbero un ruolo omportante per la salvezza dei resti delle truppe accerchiate ad Arbuzovka; le stesse testimonianze italiane riconoscono la loro maggiore efficienza, la solidità dei reparti, la migliore organizzazione e il superiore equipaggiamento e armamento. In particolare i pochissimi mezzi corazzati del "gruppo Hoffmann", due cannoni d'assalto e due carri armati nell'ultima fase della ritirata, ebbero un ruolo decisivo nella marcia e nello sfondamento finale. Il generale Lerici affermò che i rapporti con il maggiore Hoffmann furono buoni e ammise che Hoffmann e il colonnello Herbert Michaelis, della 298. divisione, mostrarono "abilità manovriera" e "audacia consapevole", proponendoli per un'alta decorazione al valore.